# IC 912
IC 912 је спирална галаксија у сазвјежђу Волар која се налази на листи објеката дубоког неба у Индекс каталогу.
Деклинација објекта је + 23° 14' 43" а ректасцензија 13h 41m 29,0s. Привидна величина (магнитуда) објекта IC 912 износи 13,6 а фотографска магнитуда 14,4. IC 912 је још познат и под ознакама UGC 8665, MCG 4-32-28, CGCG 131-26, PGC 48448.